# Моравиа, Альберто
Альбе́рто Мора́виа (итал. Alberto Moravia; 28 ноября 1907, Рим — 26 сентября 1990, там же) — итальянский писатель, новеллист и журналист.

## Биография и общественная деятельность

### Ранние годы
Сын итальянского архитектора и художника еврейского происхождения Карло Пинкерле (уроженца Венеции) и Терезы Иджинии де Марсанич (уроженки Анконы с далматинскими корнями). Его настоящей фамилией была Пинкерле, а взятый позднее псевдоним Моравиа — фамилия его еврейской бабушки по отцовской линии. Альберто был вторым ребёнком в семье после старшей сестры Адрианы, в 1909 году родилась младшая сестра Элена, а в 1914 году младший брат Моравиа — Гастоне. По словам самого Альберто, «детство было обыкновенным, хотя и одиноким».
В девятилетнем возрасте будущий писатель заболевает костным туберкулёзом, от которого ему удалось излечиться лишь к 17 годам. Болезнь оказала очень сильное влияние на становление личности Моравиа. Пять лет он вынужден провести в постели в различных горных санаториях Италии, Австрии и Германии. В «Краткой автобиографии», написанной для книги Оресте дель Буоно, Моравиа скажет: «Болезнь была важнейшим фактом моей жизни». В период болезни Альберто много читает, особенно его привлекают классики семнадцатого и восемнадцатого веков (Гольдони, Шекспир, Мольер и др.), изучает иностранные языки (к моменту выписки из санатория Кортина д’Ампеццо Моравиа знал французский и немецкий) и, самое главное, начинает свою писательскую деятельность.

### Творческая деятельнось
После выписки живёт в маленьком городке Брессаноне, в котором и начинает работу над своим первым романом «Равнодушные» («Gli indifferenti»), который увидит свет лишь в 1929 году и будет иметь большой успех. Этот год будет отмечен в Европе и Америке экономическим кризисом. Моравиа утверждал, что в тот момент, когда он вступал в литературу, политика его совершенно не интересовала. Его влекло только желание отразить правду. Поэтому он знакомится с современными итальянскими писателями, близкими ему по духу (Коррадо Альваро, Массимо Бонтемпелли), работает в журнале «XX век» («XX Novecento»), где напечатает свою новеллу «Уставшая куртизанка» («Cortigiana stanca»).

Официальные власти фашистской Италии восприняли роман «Равнодушные» очень негативно. Знаменитые критики того времени тоже были не в восторге, поэтому к концу 30-х годов о нём стали говорить как о случайном авторе, выплеснувшем всего себя в первый роман. Не выдержав давления со стороны общества и боясь преследования со стороны властей, Альберто начинает путешествовать, публикуя свои заметки в газете La Stampa. Впоследствии Моравиа напишет: 
Десятилетие между 1933 годом, годом прихода к власти Гитлера, и 1943-м, когда пал итальянский фашизм, было с точки зрения общественной жизни худшим временем в моей жизни, и я до сих пор не могу вспомнить о нем без содрогания. Чтобы хоть как-то вырваться из отравленной атмосферы лжи, страха и конформизма, я много путешествовал.
Он побывал в Греции, Китае. В 1933 году стал одним из основателей журнала «Характеры» («Caratteri»). В 1935—1936 гг. он живёт в США, где, по приглашению Джузеппе Преццолини, руководит культурным центром «Итальянский дом» при Колумбийском университете. Здесь Моравиа читает лекции о творчестве крупнейших итальянских авторов И. Ньево, А. Мандзони, Дж. Верга. Во Франции Моравиа знакомится с антифашистской эмиграцией. Она вызвала в нём двойственное чувство, и это отразилось в парижских сценах романа «Конформист» («Il conformista», 1951), в 1970 году экранизированного Бернардо Бертолуччи. Проведя ещё некоторое время в Мексике, писатель возвращается в Италию и в 1937 году выпускает сборник новелл «Обман» («L’imbroglio»), с которого начнётся его длительное сотрудничество с издательством «Бомпьяни». В конце 30-х годов Моравиа уже не стал бы утверждать, что политика его не интересует. Но опубликовать откровенное антифашистское произведение в Италии практически невозможно. Но тем не менее Моравиа это удалось. В 1941 году он издал роман «Маскарад» («La mascherata», 1941). Однако это произведение уже при втором издании изымается властями, и Альберто не может больше писать под своим настоящим именем, и он берет себе псевдоним — Псевдо (Pseudo), таким образом подписываясь под статьями в журнале «Перспективы», которым руководит Курцио Малапарте.
В 1941 Моравиа женится на Эльзе Моранте, с которой знаком с 1936 года. Эльза тоже была писателем, правда гораздо менее значительным, нежели её муж. Самым знаменитым её произведением станет роман «История» («La storia», 1974). Вместе с женой Альберто долгое время живёт на острове Капри, где пишет роман «Агостино» («Agostino», 1944). Его антиправительственные статьи в газете «Иль Пополо ди Рома» («Il Popolo di Roma») резко критикуются в обществе. В последние годы фашизма писатель вынужден скрываться, так как его имя фигурирует в списках полиции.
После высадки союзников в сентябре 1943 года Моравиа вместе с женой скрываются в городке Фонди, в Чочарии, и на основе увиденного там и пережитого Моравиа напишет один из самых известных своих романов «Чочара» («La ciociara», 1957). В 1944 году, во время немецкой оккупации, выходят рассказы из сборника «Эпидемия» («L’epidemia») и эссе «Надежда, или Христианство и коммунизм» («La Speranza, ovvero Cristianesimo e Comunismo»). После освобождения Италии он возвращается в Рим и начинает активно работать как на литературном, так и на журналистском поприще. В частности, для газеты «Коррьере делла сера» Моравиа будет писать до последних дней жизни.
В послевоенные годы его литературное творчество переживает расцвет, к его произведениям часто обращается кинематограф. После выхода романа «Римлянка» («La romana», 1947) выходят повести «Неподчинение» («La disubbidienza», 1948), «Супружеская любовь и другие рассказы» («L’amore coniugale e altri racconti», 1949) и роман «Конформист» («Il conformista», 1951). Книги Моравиа переводят за рубежом, на основе его произведений снимают фильмы.
В 1952 году за сборник «Рассказы» («I racconti») ему была присуждена самая престижная литературная премия Италии «La Strega», хотя Ватикан включает все его произведения в «Индекс запрещенных книг». Годом позже Моравиа становится одним из основателей журнала «Новые аргументы» («Nuovi argomenti»), на страницах которого будут публиковаться Жан-Поль Сартр, Элио Витторини, Итало Кальвино и др.

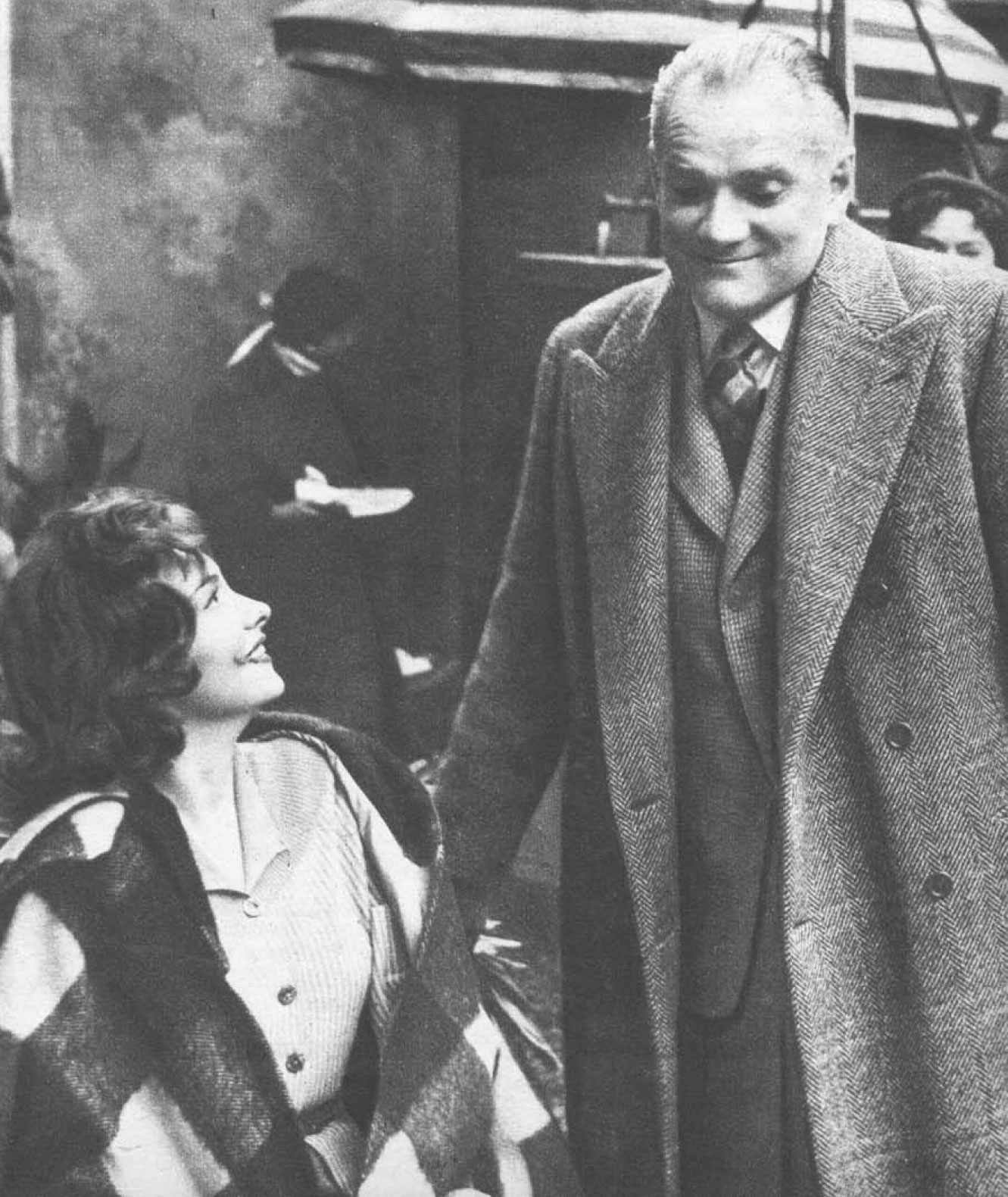
Альберто Моравиа с Джиной Лоллобриджидой, 1954

В 1954 году выходят сборник «Римские рассказы» («I racconti romani») и роман «Презрение» («Il disprezzo»). В первой половине 50-х Моравиа пишет многочисленные предисловия к произведениям итальянских авторов, а в 1957 году начинает сотрудничать с журналом «Эспрессо», в котором будет вести рубрику о кино. В это же время писатель все больше интересуется театром и пишет пьесы «Маскарад» и «Беатриче Ченчи». В 1958 году, впервые посетив Советский Союз, выпускает эссе «Месяц в СССР» («Un mese in URSS»).
После выхода в 1959 году сборника «Новые римские рассказы» («Nuovi racconti romani»), а в 1960 году романа «Скука» («La noia», литературная премия Виареджо за 1961 год), литературная карьера писателя находится на вершине славы, а сам Моравиа признан ведущей фигурой литературных кругов Рима. Теперь его мнение считается одним из самых авторитетных в литературе.
В апреле 1962 года Моравиа расстается с Эльзой Моранте; его новой спутницей становится молодая писательница Дача Мараини. В этом же году выходят эссе «Мысль об Индии» («Un’idea dell’India») и первый из задуманных трёх сборник рассказов «Робот» («L’automa»). В 1967 году выйдет второй сборник «Вещь есть вещь» («Una cosa è una cosa»), а в 1970-м третий — «Рай» («Il paradiso»). В 1963 году в сборнике под заглавием «Человек как завершение и другие эссе» («L’uomo come fine e altri saggi») Моравиа объединяет очерки и эссе различной тематики, написанные с 1941 по начало 60-х годов. Вступив в полемику с неоавангардной «Группой 63», в 1965 году публикует свой экспериментальный «роман в романе» «Внимание» («L’attenzione»).
В конце 60-х годов выходят из печати и ставятся на сцене пьесы Моравиа «Бог Курт» («Il dio Kurt», 1968) и «Жизнь есть игра» («La vita è gioco», 1969). В 1971 году выходит отмеченный влиянием фрейдизма и ставший скандально известным роман «Я и он» («Io e lui»), а также критическое эссе «Поэзия и роман» («Poesia e romanzo»), а в 1972 году писатель отправляется в длительные поездки в Африку, результатом которых станет книга «Из какого ты племени?» («A quale tribù appartieni?», 1972).
В 1973 году выходит его новый сборник рассказов «Другая жизнь» («Un’altra vita»), а в 1976-м — ещё один, под заглавием «М-да» («Boh»). В 1978 году опубликован его новый роман «Внутренняя жизнь» («La vita interiore»), ставший итогом семилетнего труда.

### Последние годы жизни
В 1983 году выходит сборник рассказов «Вещь» («La cosa»), посвящённый Кармен Ллера, новой спутнице жизни Моравиа, испанке, почти на 47 лет моложе писателя. Он женится на ней в 1986 году, вызвав множество слухов и скандалов.
Во второй половине 80-х годов выходят два тома его «Собрания сочинений», охватывающих соответственно периоды с 1927 по 1947 гг. и с 1948 по 1968 гг.
В 1984 году он становится депутатом Европейского парламента, избранным как независимый кандидат от Итальянской коммунистической партии. В это время он работает над репортажами из Страсбурга для рубрики «Европейский дневник» газеты «Коррьере делла Сера».
В 1990 году, вместе с журналистом Аленом Элканном, Моравиа пишет всемирно известную автобиографию, озаглавленную «Жизнь Моравиа» («Vita di Moravia»).
Скончался в своей квартире в Риме 26 сентября 1990 года, похоронен на римском кладбище Кампо Верано.
Опубликованы посмертно сборники ранних рассказов «Ромильдо» («Romildo», 1993) и «Пропавшие рассказы» («Racconti dispersi», 2000).

## Оценки и влияние на мировую литературу
Критическая оценка произведений Альберто Моравиа превратила его в одного из наиболее значимых представителей неореализма XX века, но этим направлением его творчество не исчерпывается. Ему близки некоторые положения марксизма, на основе которых он проводит свой критический анализ буржуазного общества, основанного исключительно на власти и деньгах; в то же время в его творчестве заметно влияние фрейдизма.
Для всей итальянской литературы 60-х годов он стал своеобразным символом, точкой отсчёта в рассмотрении тех или иных вопросов; с его гражданской позицией было принято считаться. Для общества в целом он стал примером свободного творца, имеющим всегда своё, исключительное мнение. Моравиа никогда не отступал от собственных принципов, стараясь всегда придерживаться своей позиции, которая в то время зачастую была очень спорна. В какой-то мере именно своей «устойчивостью» он и получил признание во всех литературных (и не только) кругах.
Заслуга Моравиа не только в его общественной деятельности, но и в мастерстве письма. Его первый роман «Равнодушные» по праву считается одним из самых ярких произведений XX века. В центре всех творений Моравиа стоит человек, но в то же время он часто прибегает к абстракции, иногда даже к столь популярному в середине века абсурду. Его творчество всегда неординарное: он тяготеет и к критическому, социально-психологическому реализму, и к неореализму, и к сюрреализму, его занимает эссеистика, в которой, помимо фактических данных, отражено собственное восприятие мира. Короткие рассказы писателя отличаются насыщенностью описаний и в то же время глубоким смыслом, скрытым в общей фабуле произведения.

### Романы
- «Равнодушные[англ.]» (Gli indifferenti) (1929)
- «Неправильные амбиции[итал.]» (Le ambizioni sbagliate) (1935)
- «Маскарад[итал.]» (La mascherata) (1941)
- «Агостино[итал.]» (Agostino) (1943)
- «Римлянка[англ.]» (La romana) (1947)
- «Непокорность» (La disubbidienza) (1948)
- «Конформист[англ.]» (Il conformista) (1951)
- «Презрение» (Il disprezzo) (1954)
- «Чочара[итал.]» (La ciociara) (1957)
- «Скука[итал.]» (La noia) (1960)
- «Внимание[итал.]» (L’attenzione) (1965)
- «Я и он» (Io e lui) (1971)
- «Внутренняя жизнь[итал.]» (La vita interiore) (1978)
- «1934[итал.]» (1934) (1982)
- «Подглядывающий» (L’uomo che guarda) (1985)
- «Путешествие в Рим» (Il viaggio a Roma) (1988)
- «Женщина-леопард[итал.]» (La donna leopardo) (1991)

### Сборники рассказов
- «Обман. Пять коротких новелл» (L’imbroglio) (1937)
- «Ленивые сны» (I sogni del pigro) (1940)
- «Несчастный любовник» (L’amante infelice) (1943)
- «Две Куртизанки и вечер Дон Жуана» (Due cortigiane e serata di Don Giovanni) (1945)
- «Супружеская любовь и другие рассказы» (L’amore coniugale e altri racconti) (1949)
- «Римские рассказы[итал.]» (Racconti romani) (1954)
- «Эпидемия. Сюрреалистические и сатирические рассказы» (L’epidemia. Racconti surrealisti e satirici) (1956)
- «Новые римские рассказы» (Nuovi racconti romani) (1959)
- «Робот. Рассказы» (L’automa. Racconti) (1962)
- «Уставшая куртизанка» (La cortigiana stanca) (1965)
- «Вещь есть вещь» (Una cosa è una cosa) (1967)
- «Рай» (Il paradiso) (1970)
- «Другая жизнь» (Un’altra vita) (1973)
- «М-да» (Boh) (1976)
- «Миллиард лет назад…» (Un miliardo di anni fa…) (1979)
- «Истории о предыстории[итал.]» (Storie della preistoria) (1982)
- «Вещь и другие рассказы» (La cosa e altri racconti) (1983)
- «Муж, любовники и другие рассказы» (La villa del venerdì e altri racconti) (1990)
- «Красные церкви и другие рассказы» (Le chiese rosse e altri racconti) (1998)

### Пьесы
- «Маскарад» (La mascherata) (1954)
- «Беатриче Ченчи» (Beatrice Cenci) (1955)
- «Мир он и есть мир» (Il mondo e' quello che e) (1966)
- «Интервью» (L’intervista) (1966)
- «Бог Курт[итал.]» (Il dio Kurt) (1968)
- «Дань Джеймсу Джойсу» (Omaggio a James Joyce) (1968)
- «Жизнь — игра» (La vita è gioco) (1969)
- «Ремень» (La cintura) (1984)
- «Обернись, поговори со мной» (Voltati parlami) (1984)
- «Информация от ангела» (L’angelo dell’informazione) (1985)

### Издания на русском языке
- Моравиа А. Римские рассказы: Пер. с итал. / Предисл. И. Г. Эренбурга; Ред. Е. И. Бабун. — М.: Издательство иностранной литературы, 1956. — 447 с.
- Моравиа А. Беатриче Ченчи: Трагедия в 3 д., с эпилогом / Пер. с итал. Г. Д. Богемского и Н. Медведева; Послесл. Н. Медведева. — М.: Искусство, 1957. — 151 с.
- Моравиа А. Чочара: Роман / Пер. с итал. Е. Бочарниковой; Предисл. И. Эренбурга. — М.: Издательство иностранной литературы, 1958. — 323 с.
- Моравиа А. Дом, в котором совершено преступление: рассказы: пер. с ит. / сост. Р. И. Хлодовский; предисл. С. Смирнова. — М.: Прогресс, 1964. — 373 с.
- Моравиа А. Предисловие // Лоллобриджида Д. Моя Италия: Фотоальбом / Фотогр. Джины Лоллобриджиды; Предисл. Альберто Моравиа. — М.: Планета, 1975. — IX, 152 с.
- Моравиа А. Равнодушные: Роман / Пер. с итал. Л. А. Вершинина; Вступ. статья З. И. Потаповой; Худож. В. Юрлов. — М.: Художественная литература, 1976. — 302 с. (Зарубежный роман XX века).
- Моравиа А. Римлянка; Презрение: роман; Рассказы: пер. с ит. / сост. Г. Д. Богемский; предисл. Р. И. Хлодовского. — М.: Прогресс, 1978. — 623 с.
- Моравиа А. Рай: Рассказы / Сост. и пер. с ит. А. Каллинг; Послесл. А. М. Доминик, Б. Джонсон. — Таллинн : Периодика, 1986. — 71 с.
- Моравиа А. Письма из Сахары / ред., авт. предисл. Л. Е. Куббель; пер. с итал. Л. А. Вершинина. — М.: Прогресс, 1987. — 216 с.
- Моравиа А. Конформист: Роман / Пер. с итал. Ю. Плоом. — Таллинн: Ээсти раамат, 1990. — 285 с. ISBN 5-450-01266-7
- Истории из предыстории: Сказки для взрослых : Пер. с итал. / Сост. и авт. предисл. Л. А. Вершинин; Рис. В. Смирнова. — М.: Радуга, 1990. — 510 с. ISBN 5-05-002565-6
- Моравиа А. Римлянка; Презрение: пер. с ит. / вступ. ст. Р. И. Хлодовского. — М.: Пресса, 1992. — 530 с. ISBN 5-253-00547-1
- Моравиа А. Скука : Роман / Пер. с итал. С. Бушуевой; Худож. С. Лемехов. — СПб.: Художественная литература: Санкт-Петербург. отд-ние, 1992. — 270 с. ISBN 5-280-01380-3
- Моравиа А. Я и Он / пер. с итал. Г. П. Киселёва. — М.: Республика, 1994. — 320 с.
- Моравиа А. Аморальные рассказы / пер. с итал. Г. Дозмаровой. — СПб.; М.: Лимбус Пресс, 2005. — 229 с. ISBN 5-8370-0117-4

## Экранизации произведений
- «Провинциалка» (1953, реж. Марио Сольдати)
- «Римлянка[итал.]» (1954, реж. Луиджи Дзампа)
- «Жаль, что ты каналья[итал.]» (1954, реж. Алессандро Блазетти)
- «Римские рассказы[англ.]» (1955, реж. Джанни Франчолини)
- «Чочара» (1960, реж. Витторио де Сика)
- «Агостино[итал.]» (1962, реж. Мауро Болоньини)
- «Скука[итал.]» (1963, реж. Дамиано Дамиани)
- «Презрение» (1963, реж. Жан-Люк Годар)
- «Вчера, сегодня, завтра» (1963, реж. Витторио Де Сика)
- «Равнодушные[итал.]» (1964, реж. Франческо Мазелли)
- «Женщина-невидимка[итал.]» (1969, реж. Паоло Спинола[итал.])
- «Конформист» (1970, реж. Бернардо Бертолуччи)
- «Супружеская любовь[итал.]» (1970, реж. Дачия Мараини)
- «Я и он[итал.]» (1973, реж. Лучано Сальче[итал.])
- «Дезидерия: Внутренний мир[итал.]» (1980, реж. Джанни Барчеллони Корте[итал.]) — роман «Внутренняя жизнь[итал.]»
- «Непокорность[итал.]» (1981, реж. Альдо Ладо)
- «Внимание[итал.]» (1985, реж. Джованни Сольдати[итал.])
- «Я и он[нем.]» (1988, реж. Дорис Дёрри[нем.])
- «Подглядывающий» (1993, реж. Тинто Брасс)
- «Желание[фр.]» (1998, реж. Седрик Кан) — роман «Скука[итал.]»